# آيزوتريتينوين
آيزوتريتينوين (بالإنجليزية: Isotretinoin)‏ (يلفظ aɪsoʊtrɨˈtɪnɵʊɨn) وهو دواء يستخدم لعلاج الحالات المتوسطة والشديدة من حب الشباب، وفي حالات نادرة يستعمل أيضا للوقاية من بعض أنواع السرطان التي تصيب الجلد مثل سرطان الخلية الحرشفية. ويستخدم أيضا لمعالجة الأطفال الذين يولدون بمرض السماك الهارج، وهو مرض يصيب الجلد وقد يقتل المصاب به بعد الولادة مباشرة. الآيزوتريتينوين يعتبر من الريتونيئدات، والتي هي مشتقة من فيتامين أ وبدورها موجودة في الجسم ولكن بكميات قليلة. أحد مشتقاته هو التريتينوين، وهو أحد الادوية المستعلة لعلاج حب الشباب.
يتهم تسويق يسوتريتينوين تحت أسماء تجارية مختلفة، وأكثر الأدوية شيوعا Accutane من شركة هوفمان-لا روش [قبل يوليو 2009] وأيضًا يتم تسويقه تحت اسم «روكتان».

## التاريخ
أستخدمت لأول مرة في عام 1930، وكان علاجا فعالا لحب الشباب، وكان فيه نسبة عالية من [الدهون] مما يؤدي إلى ذوبان فيتامين أ.
لدى هذه الجرعة مستويات(أحيانا 500,000 حبة يوميا) من الممكن أن يلاحظوا انخفاض إخراج الزهم وجفاف الشعر.[بحاجة لمصدر]ومع ذلك، وعند هذه الأدوية سمية من مستويات فيتامين أ.
واستخدام الحيوانات لفيتامين أ مرتكز على نظام غذائي.

## التأثيرات الماسخة
إنّ المستويات العالية من فيتامين أ يُمكن أن تكون ماسخة خلال الحمل. وتُقدر المستويات الآمنة بين 25,000 و 37,000 وحدة دولية/اليوم. يرتبط الإيزوتريتينوئين لدى الإنسان بطيف واسع من اضطرابات الولادة بما في ذلك شذوذات الجهاز العصبي والشذوذات القلبية والشذوذات القحفية الوجهية. ويُعتقد أن الإيزوتريتينوئين يُسبب حدوث شق قبة الحنك لدى الإنسان.

## التأثيرات النفسية
هناك دليل قوي يتضمن 400 تقرير حالة تلقتها إدارة الغذاء والدواء الأمريكية (FDA) من العام 1982م إلى العام 2000م فقط, ويقترح هذا الدليل وجود صلة بين الإيزوتريتينوئين والاكتئاب, وخلال هذه الفترة أيضاً تم تسجيل 37 حالة وفاة متعلقة بالإيزوتريتينوئين.
في الولايات المتحدة الأمريكية تم تصنيف الإيزوتريتينوئين من قبل إدارة الغذاء والدواء الأمريكية FDA على أنه واحد من أكثر عشر أدوية مرتبطة بتقارير للاكتئاب ومحاولات الانتحار.